# Eubranchus olivaceus
Eubranchus olivaceus is een slakkensoort uit de familie van de Eubranchidae. De wetenschappelijke naam van de soort is voor het eerst geldig gepubliceerd in 1922 door O'Donoghue.